# Bindowbrück

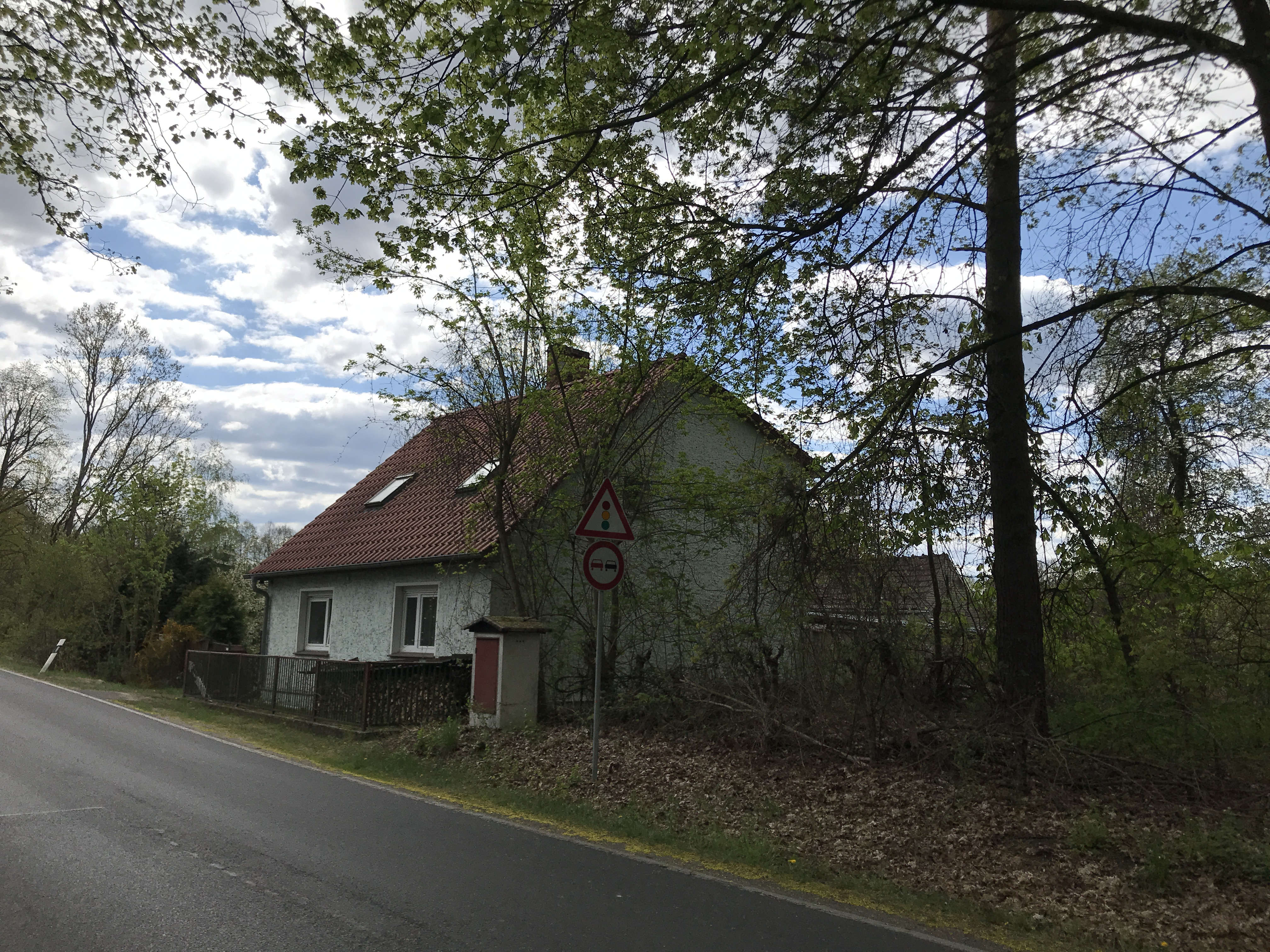
Bindowbrück

Bindowbrück ist ein Wohnplatz der Stadt Königs Wusterhausen im Landkreis Dahme-Spreewald in Brandenburg.

## Lage
Der Wohnplatz liegt östlich des Stadtzentrums und wird im Norden sowie im Osten von der Dahme begrenzt. Westlich liegt der Ortsteil Senzig, südlich der Ortsteil Gussow der Gemeinde Heidesee.

## Geschichte

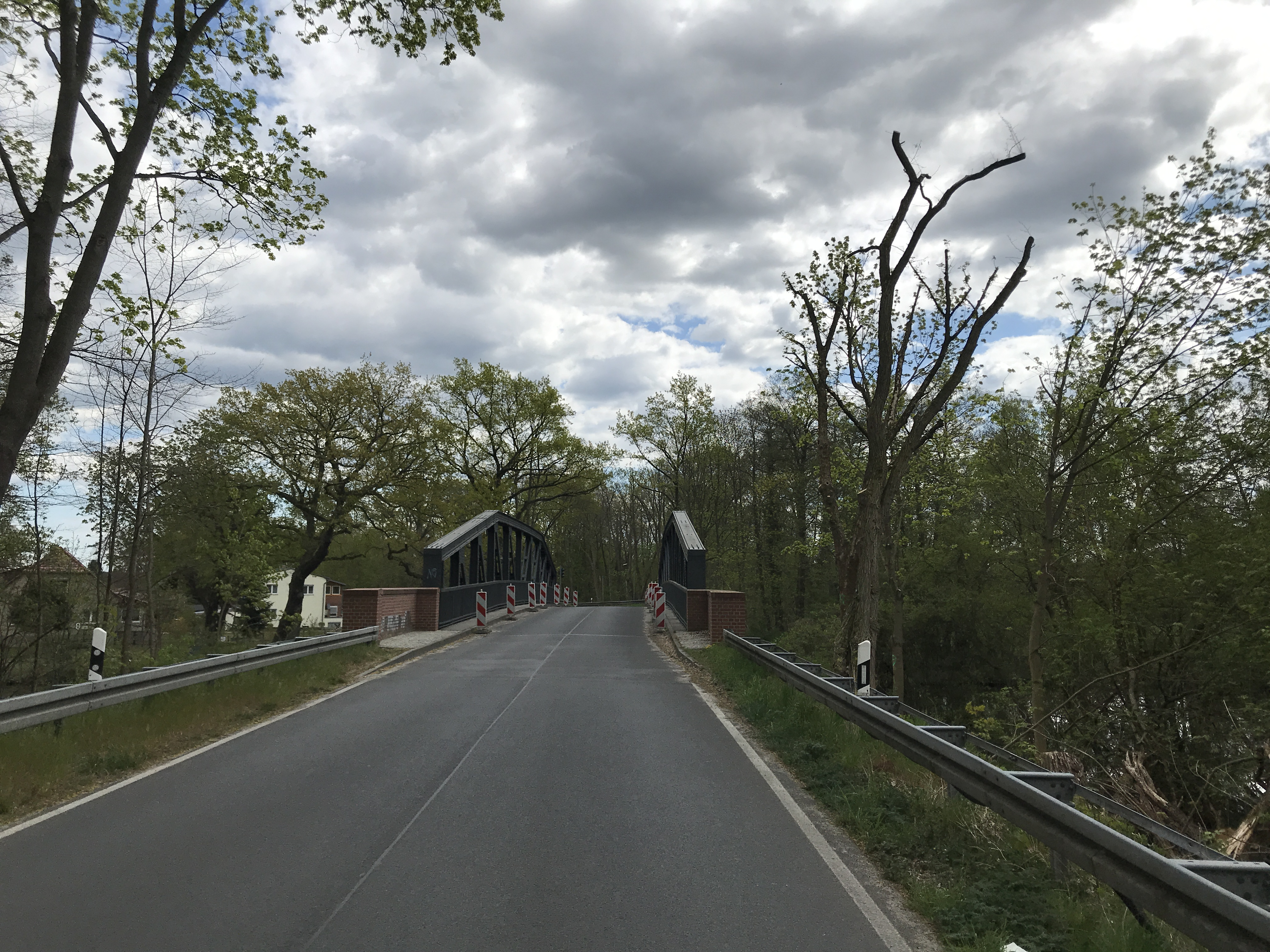
Namensgebende Brücke über die Dahme

Bindowbrück erschien erstmals im Jahr 1775 als Bindowerbrück, 1788 als Bindower Brücke. Der Name leitet sich von der seit 1750 überlieferten Brücke über die Dahme sowie der Nähe zum Ort Bindow ab. Es bestand aus einer Häusergruppe mit einem Brückenhaus und gehörte dem königlich-preußischen Hausfideikommissamt Königs Wusterhausen. 1858 lebten 12 Personen im Ort. 1860 gab es ein Wohn- und ein Wirtschaftsgebäude, das als Waldwärterhaus genutzt wurde. Bis 1878 unterstand es der Gerichtskommission Königs Wusterhausen, danach dem Amtsgericht Königs Wusterhausen. 1894 war die Einwohneranzahl auf 20 Personen angewachsen. Bindowbrück hatte zu keiner Zeit eine eigene Kirche, sondern war nach Friedersdorf eingepfarrt. Die Brücke wurde im Zweiten Weltkrieg gesprengt, um der Roten Armee das Vorrücken auf Königs Wusterhausen zu erschweren.

## Wirtschaft und Infrastruktur
Die beiden größten Arbeitgeber im Ort sind ein Bootshaus mit einem Campingplatz sowie eine Werft. Der Ort ist über die Landstraße 40 nach Westen an den Stadtkern, über die Bindower Straße nach Süden und über die Bindower Dorfstraße nach Osten hin an die umgebenden Ortsteile bzw. Gemeinden angebunden. Über die gleichnamige Haltestelle besteht mit der Buslinie 722 eine Verbindung nach Heidesee und Königs Wusterhausen.